# Angulifemur
Angulifemur – rodzaj dwuparców z rzędu Callipodida i rodziny Paracortinidae. Obejmuje dwa opisane gatunki. Zamieszkują jaskinie w Junnanie na południu Chin.

## Morfologia i występowanie

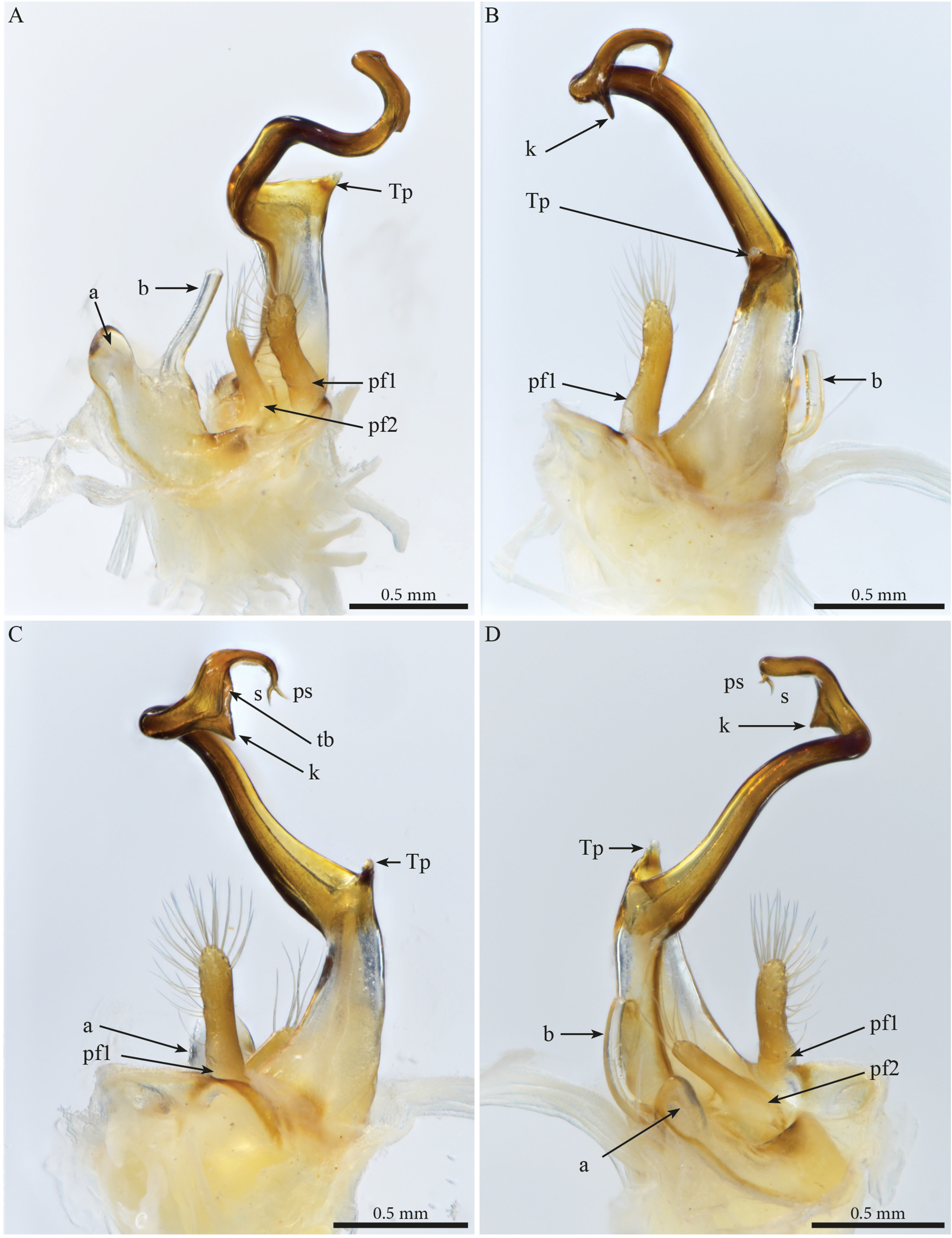
Prawy gonopod Angulifemur unidigitis, A: widok przedni, B: widok tylny, C: widok boczny, D: widok odśrodkowy. a: dośrodkowy wyrostek biodra, b: środkowy wyrostek szablasty biodra, pf1 i pf2: wyrostki prefemoroidalne, Tp: wypustka telopoditu, tb: tępy ząbek telopoditu, k: wyrostek boczny odsiebnej części telopoditu, ps: parasolenomer, s: solenomer

Wije o ciele walcowatym, wydłużonym, przeciętnych jak na przedstawicieli rzędu rozmiarów. Czułki i odnóża są smukłe i mocno wydłużone. Głowa samca pozbawiona jest nabrzmiałości czy wyrostka na ciemieniu. Pola oczne (ocellaria) mają zredukowaną liczbę omatidiów. Samiec ma siódmą parę odnóży zaopatrzoną w długi, prawie szablasty wyrostek dośrodkowy i szeroko-trójkątny wyrostek na biodrze. Ósmą zaś parę odnóży zmodyfikowaną w gonopody o zredukowanym przednim płacie biodrowym i zredukowanym, nie sięgającym połowy długości telopoditu, cienkim, przezroczystym wyrostku biodrowym o kształcie prawie szablastym lub stożkowatym. Na każdym gonopodzie występują dwa krótkie, porośnięte szczecinkami wyrostki prefemoroidalne o maczugowatym kształcie, znacznie mniejsze niż u Crassipetalum. Trzony telopoditów są przysadziste, między nasadową ⅓ a połową długości kątowo zagięte, a w części odsiebnej skręcone i ostro ku szczytom zwężone. Zarys telopoditu jest falisty z szeroką nasadą. Rozbieżność trzonów telopoditów odróżnia Angulifemur od pokrewnych Paracortina i Scotopetalum.
Rodzaj endemiczny dla powiatu Mengzi w Junnanie na południu Chin. Oba gatunki zamieszkują wyłącznie jaskinie (są troglobiontami).

## Taksonomia
Rodzaj i oba jego gatunki opisane zostały po raz pierwszy w 1997 roku przez Zhang Chongzhou, który gatunkiem typowym wyznaczył A. tridigitis. Nazwa rodzajowa oznacza po łacinie „kątowo zgięte udo”. W 2023 roku Nesrine Akkari, Oliver Macek i Pavel Stoev opublikowali na łamach „ZooKeys” ich rewizję.
Do rodzaju należą dwa opisane gatunki:
- Angulifemur tridigitis Zhang, 1997
- Angulifemur unidigitis Zhang, 1997